# Ceratina viridis
Ceratina viridis är en biart som beskrevs av Guérin-Méneville 1844. Ceratina viridis ingår i släktet märgbin, och familjen långtungebin. Inga underarter finns listade i Catalogue of Life.